# 阿達姆丘基
51°24′55″N 23°42′54″E / 51.41528°N 23.71500°E
阿達姆丘基（烏克蘭語：Адамчуки），是烏克蘭的村落，位於該國西部沃倫州，由科韋利區負責管轄，面積0.15平方公里，海拔高度168米，2001年人口74，人口密度每平方公里503.4人。